# Close Watch
„Close Watch“ (nebo také „I Keep a Close Watch“) je píseň velšského hudebníka, hudebního producenta a skladatele Johna Calea.
Poprvé byla vydána na jeho albu Helen of Troy z roku 1975. Cale ji později, v roce 1982, nahrál znovu a vydal na svém albu Music for a New Society (v té době rovněž obě verze vyšly na jednom singlu). Cale píseň po mnoho let od vydání hrál i při svých koncertech. Hudebník rovněž napůl vážně vyjádřil naději, že píseň jednou přezpívá Frank Sinatra. Třetí studiovou verzi písně Cale vydal v listopadu roku 2015 (bude součástí jeho alba M:FANS). Tentokrát obsahuje výrazné elektronické prvky. Doprovodné vokály zde zpívá Amber Coffman. K této verzi písně byl rovněž natočen videoklip, jehož režisérkou byla Abigail Portner. Ve videoklipu hraje Cale za doprovodu Coffman a kolem nich jsou lidé v maskách. Videoklip získal italskou cenu Premio Cinematografico Palena. Cale píseň dne 10. června 2017 zahrál na svatbě své dcery Eden.
Koncertní verze v Caleově podání pak vyšly na albech Fragments of a Rainy Season (1992) a Live at Rockpalast (2010). Bylo podle ní rovněž pojmenováno kompilační album Close Watch: An Introduction to John Cale (1999). Jeden z veršů písně pochází z textu písně „I Walk the Line“ amerického zpěváka Johnnyho Cashe. Podle části textu písně australská skupina The Paradise Motel zvolila název svého alba I Still Hear Your Voice at Night (2011).

## Coververze
Píseň později nahrálo mnoho dalších hudebníků:
- Americký hudebník Harvey Gold na singlu Experiments (1978)
- Anglická zpěvačka Helen Terry na svém albu Blue Notes (1986)
- Australská skupina The Blackeyed Susans na albech Depends on What You Mean by Love (1991) a Welcome Stranger (1992)
- Americká skupina Human Drama na albu Fourteen Thousand Three Hundred Eighty Four Days Later (1997)[9]
- Anglická skupina Dream City Film Club na albu Stranger Blues (1999)[10]
- Německý hudebník Justus Köhncke na albu Spiralen Der Erinnerung (1999)[11]
- Duo Bill Rieflin a Chris Connelly na albu Largo (2000)[12]
- Americká skupina Mercury Rev na B-straně singlu „Little Rhymes“ (2002)[13]
- Irský hudebník Dave Couse na albu Genes (2003)[14]
- Dánská hudebnice Agnes Obel na svém albu Philharmonics (2010);[15] rovněž zazněla ve filmu October Gale (2014)
- Australská zpěvačka Courtney Barnett na B-straně singlu „Kim's Caravan“ (2015)[16]